# Wallacelijn

De Wallacelijn

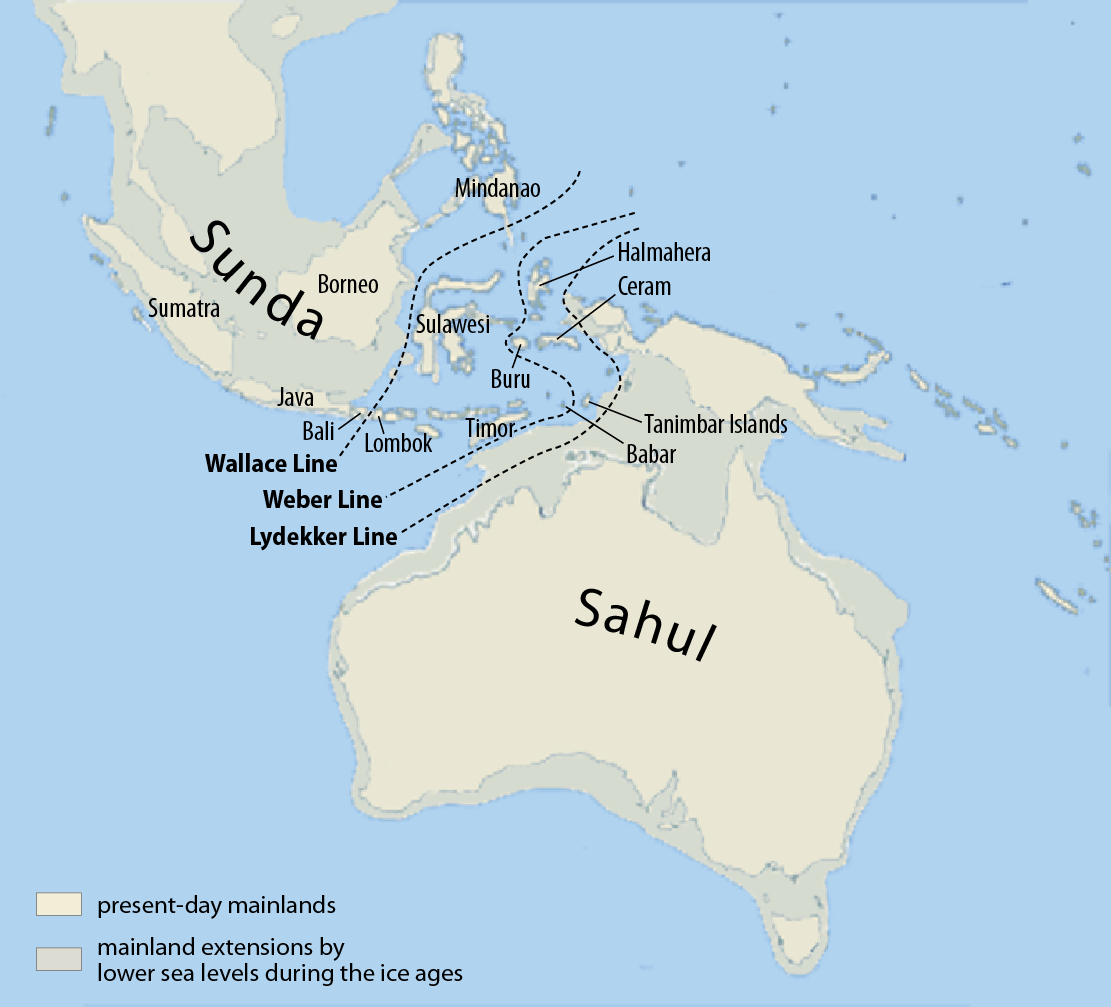
Vermoedelijke uitgestrektheid van het subcontinent Sahoel, 18.000 jaar geleden, bij een zeeniveau dat 150 meter lager was dan heden

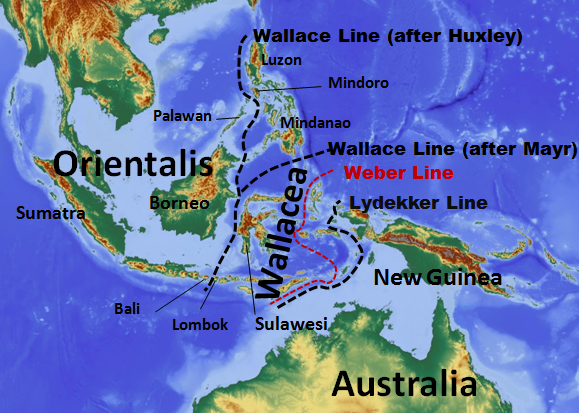
Wallacelijn volgens Thomas Huxley en volgens Ernst Mayr.

De Wallacelijn is een denkbeeldige lijn die de zoögeografische regio's van Azië en Australazië van elkaar scheidt. De lijn wordt wel gezien als de scheidingslijn tussen Azië en Oceanië; anderen leggen die bij de Lydekkerlijn. Ten westen en noorden van de lijn worden organismen aangetroffen die gerelateerd zijn aan Aziatische soorten, ten oosten en zuiden ervan voornamelijk organismen die gerelateerd zijn aan Australische soorten. De lijn loopt tussen de Indonesische eilanden Bali en Lombok door, noordwaarts tussen Borneo en Sulawesi (historische benaming: Celebes) en vandaar oostwaarts tussen de Filipijnen en Sulawesi. Zo zijn er wel buideldieren op Sulawesi en eilanden ten oosten hiervan, maar niet op Borneo.
De Wallacelijn is genoemd naar Alfred Russel Wallace, die de grenslijn opmerkte tijdens zijn reizen door Oost-Indië in de 19e eeuw. Het viel hem vooral op dat bepaalde vogelsoorten totaal anders waren op Bali, dat ten westen van de lijn ligt, vergeleken met de vogelsoorten die op Lombok leven, een eiland dat slechts ongeveer 35 kilometer ten oosten van Bali ligt, maar ten oosten van de lijn. De vogelsoorten op Bali waren overwegend Aziatisch van oorsprong en die op Lombok overwegend Australisch.
Wallace zelf verlengde de grens van de Wallacelijn later tussen Borneo en Sulawesi, op grond van waarnemingen van de verspreiding van andere diersoorten. Ook andere onderzoekers was de tweedeling tussen diersoorten opgevallen en diverse alternatieve denkbeeldige lijnen zijn voorgesteld, mede op grond van de distributie van andere diersoorten.
Max Wilhelm Carl Weber stelde op grond van zijn waarnemingen tijdens de Siboga-expeditie (1899-1900) een andere lijn voor, die bekend is geworden als de lijn van Weber.
Waarschijnlijk is er een overgangsgebied dat veel ruimer is dan een denkbeeldige lijn. Het gebied ten oosten van Borneo en Bali, maar ten westen van Nieuw-Guinea en ten zuiden van de Filipijnen wordt wel Wallacea genoemd. Hier is tussen de Wallace- en Lydekkerlijn een overgang in biodiversiteit tussen Aziatische en Australische diersoorten en daarmee ook een enorme rijkdom aan diersoorten.
In het midden van de 20e eeuw toonde geologisch onderzoek aan dat er een Indo-Australische plaat bestaat die de Wallacelijn als grens heeft. De grens van deze platen heeft een grote verdieping van de zeebodem op hetzelfde punt. Dit betekent dat er in deze regio nooit een landbrug heeft kunnen ontstaan en dit vormt de verklaring van de verdeling van de soorten: veel diersoorten, zelfs vogelsoorten, zullen de 35 kilometer water tussen Bali en Lombok nooit hebben kunnen overbruggen.